# Fornach
Fornach osztrák község Felső-Ausztria Vöcklabrucki járásában. 2018 januárjában 976 lakosa volt.

## Elhelyezkedése

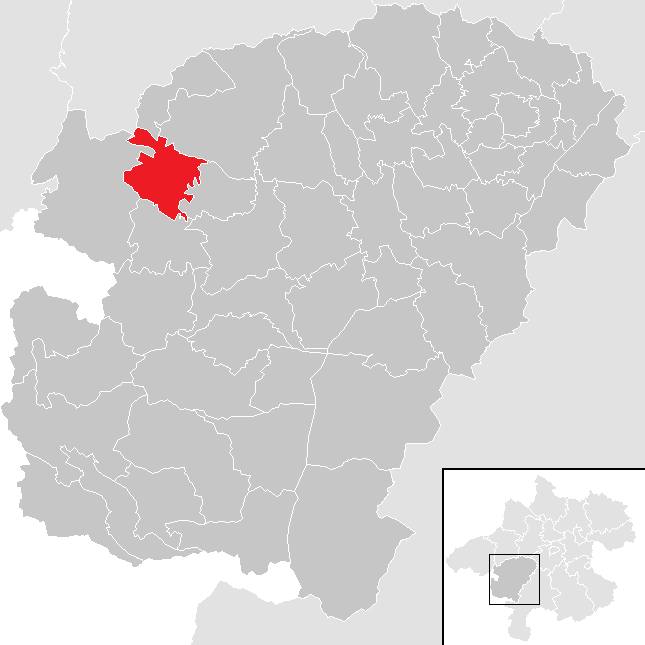
Fornach a Vöcklabrucki járásban

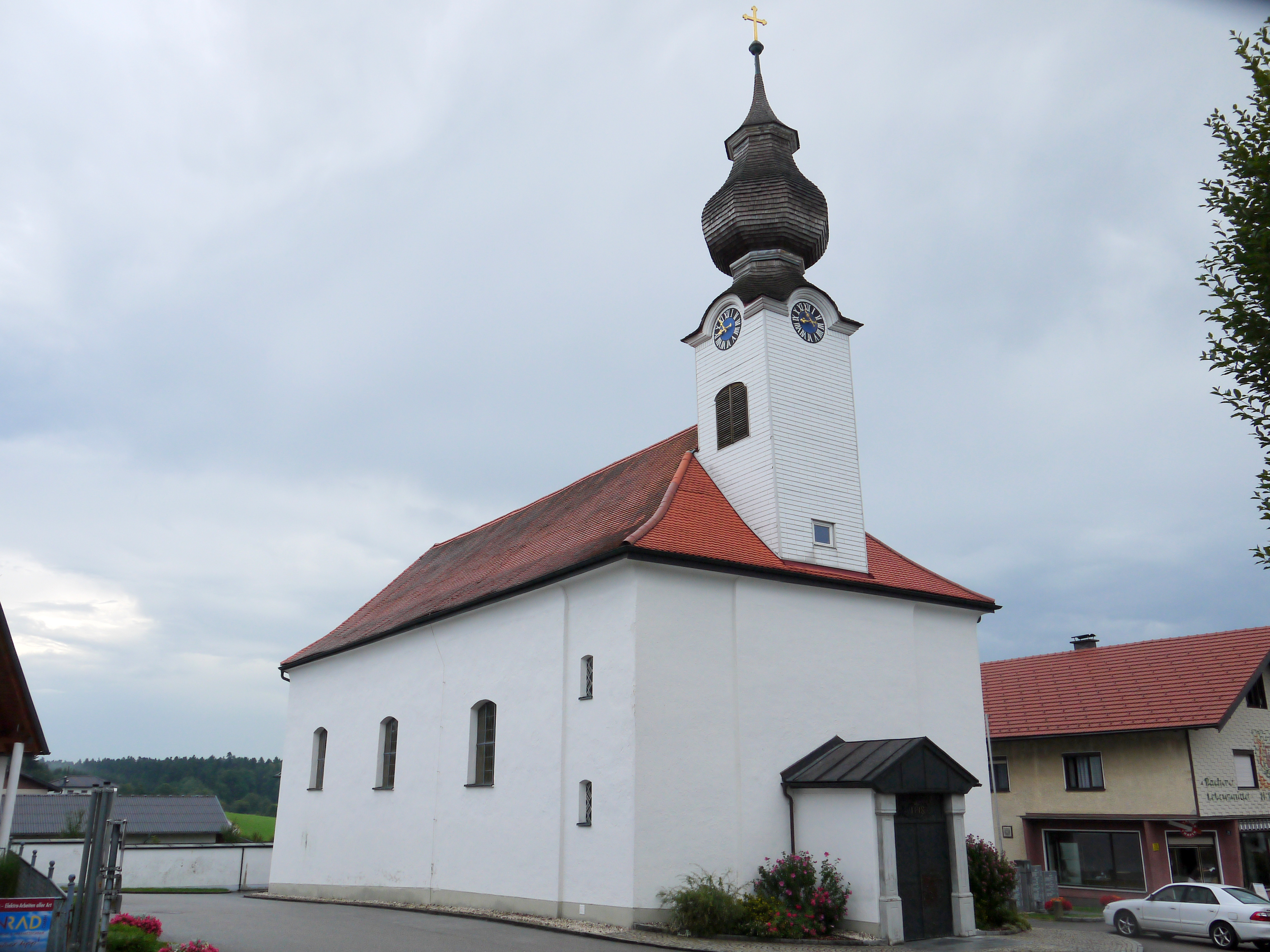
A Szt. Lipót-plébániatemplom

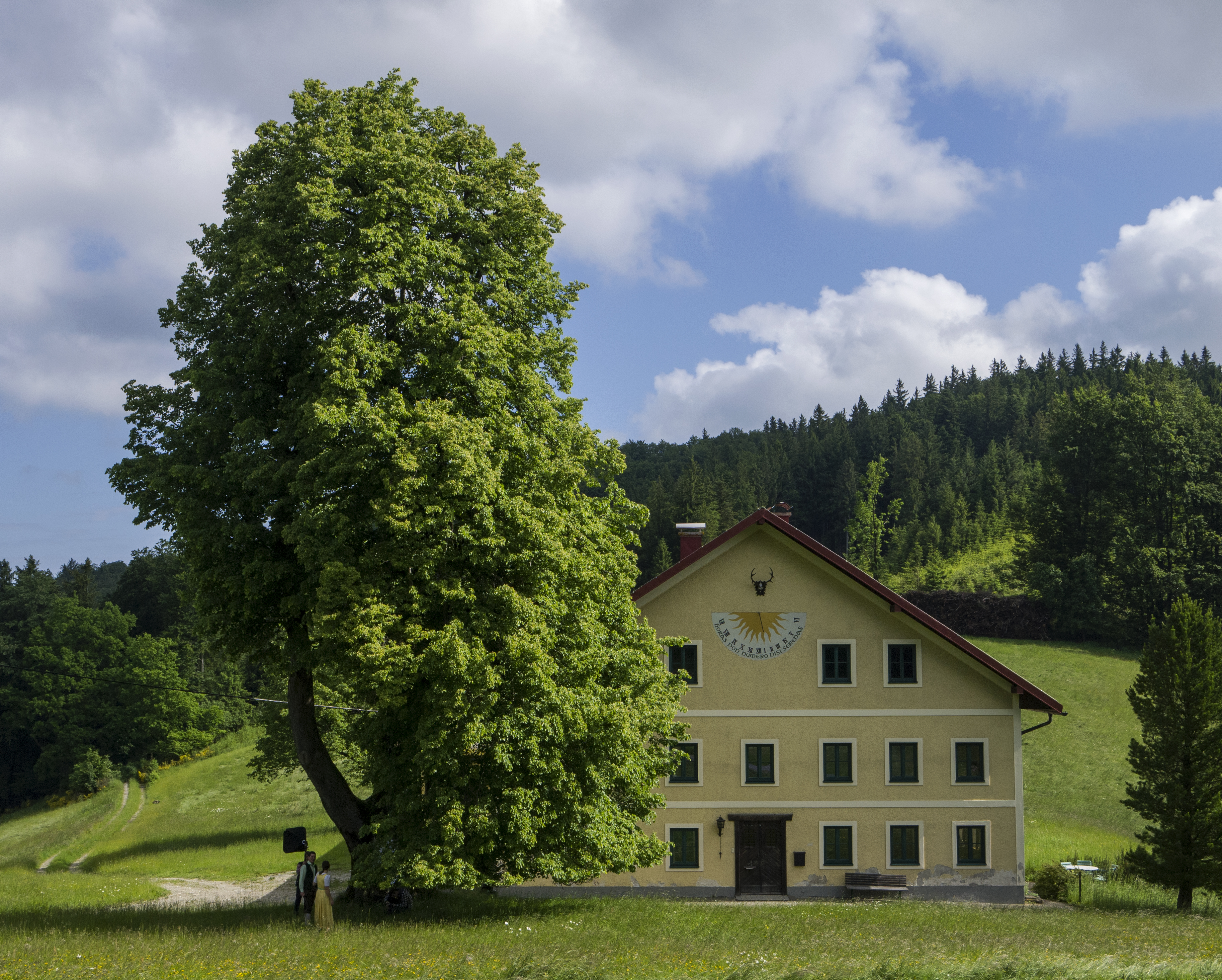
A Hochlehen panzió Fornachban

Fornach Felső-Ausztria Hausruckviertel régiójában helyezkedik el a Kobernaußerwald dombságának peremén. Legfontosabb folyóvize a Redl, legmagasabb pontja a 730 méteres Ries’n. Területének 56,7%-a erdő, 37,6% áll mezőgazdasági művelés alatt. Az önkormányzat 24 településrészt és falut egyesít: Adligen (43 lakos 2018-ban), Doppelmühle (38), Emming (82), Fachberg (7), Feichtenberg (30), Fornach (223), Gferreth (31), Gmeineck (32), Grilln (2), Grillnpoint (76), Grubleiten (44), Grubleitenpoint (51), Pichl (20), Piereth (5), Ramsau (14), Röth (6), Sallach (50), Saxigen (105), Schnöllerberg (7), Schwandeck (8), Seppenröth (34), Unterholzing (8), Walligen (40) és Zaißen (20). 
A környező önkormányzatok: északra Redleiten, északkeletre Frankenburg am Hausruck, keletre Pfaffing, délre Frankenmarkt, délnyugatra Pöndorf, északnyugatra Waldzell.

## Története
A germán bajorok a kora középkorban a Redl völgyét követve telepedtek meg a mai Fornach területén. A térség eredetileg a Bajor Hercegség keleti határán helyezkedett el, a 12. században viszont átkerült Ausztriához. 1490-ben, a hercegség felosztásakor az Enns fölötti Ausztria része lett. 
A napóleoni háborúk során a községet több alkalommal megszállták. 
Fornach önálló egyházközsége II. József egyházreformja során alakult meg, amikor az addig Pfaffinghoz tartozó 21 tanya és kis falut új plébánia alá szerveztek. 
A köztársaság 1918-as megalakulásakor Felső-Ausztria tartományhoz sorolták. Miután Ausztria 1938-ban csatlakozott a Német Birodalomhoz, az Oberdonaui gau része lett; a második világháború után visszakerült Felső-Ausztriához.

## Lakosság
A fornachi önkormányzat területén 2018 januárjában 976 fő élt. A lakosságszám 1961 óta gyarapodó tendenciát mutat. 2015-ben a helybeliek 96,9%-a volt osztrák állampolgár; a külföldiek közül 2% a régi (2004 előtti), 0,7% az új EU-tagállamokból érkezett. 2001-ben a lakosok 95,6%-a római katolikusnak, 1,3% evangélikusnak, 1,9% pedig felekezeten kívülinek vallotta magát. 

## Látnivalók
- a Szt. Lipót-plébániatemplom 1787-ben épült

## Fordítás
- Ez a szócikk részben vagy egészben  a   Fornach című német Wikipédia-szócikk ezen változatának fordításán alapul.  Az eredeti cikk szerkesztőit annak laptörténete sorolja fel. Ez a jelzés csupán a megfogalmazás eredetét és a szerzői jogokat jelzi, nem szolgál a cikkben szereplő információk forrásmegjelöléseként.